# タカスギグループ
タカスギグループは、髙杉開発と髙杉建設を中核としていた総合住宅建築系グループである。中核である髙杉開発が2005年6月に倒産したことによりグループ各社は分社し、現在はグループではなくなっている。
関西圏を中心に中京圏から九州まで、グループ名の「タカスギ」を連呼する詩吟調の独唱とともに枝打ちの映像が流されるテレビコマーシャルで知られていた。
社名「高杉」の「高」表記は「ハシゴタカ」の「髙杉」である。これは「ハシゴは技術を表す。口で商売をするのではない」という理念が込められたものである。

## 概説
グループの経営母体である髙杉開発株式会社は、1963年に創業される。グループには、髙杉商事株式会社、タカスギアドエージェンシー、髙杉不動産株式会社、髙杉技建株式会社などがあった。
髙杉住宅株式会社は、1993年6月に髙杉開発の建築工事部門を分離して設立された完全子会社である。
タカスギホーム株式会社は、髙杉住宅の不動産分野を分離して、2004年10月に大阪市に設立される。髙杉住宅の大阪エリアの営業拠点として活動していた。2005年4月に、髙杉開発より「タカスギ」の商標権を取得。2007年3月期には年売上高を約57億3500万円まで伸ばしたが、2008年4月に破産している。
熊本タカスギは、髙杉開発から1975年に熊本での活動拠点として独立。その後、分譲住宅事業部に加え注文住宅事業部を立ち上げた。堅調に売り上げを伸ばし2008年9月にTAKASUGI株式会社に社名変更し、福岡県久留米市に久留米支店を出店した。社章はタカスギグループがかつて使っていたものを継承している。
タカスギから独立していた中国タカスギは、ワウハウス株式会社として社名変更をしている。
髙杉開発マンション事業部は、株式会社タカスギグローバルマンションとして独立。その後、株式会社TGMに社名変更したが、2011年11月に破産している。
髙杉建設株式会社は、キーイングホームとして大証2部に上場。その後、『千年の杜』→『東邦グローバルアソシエイツ』→『クレアホールディングス』→『中小企業ホールディングス』と社名変更し、現在は『創建エース』となっている。

## CM
1960年代から2000年近くまで、杉の木を登りながらの枝打ちを背景に、グループ名の末尾を伸ばした「タカスギ〜、タカスギ〜」と詩吟の節を連呼するCMがグループ企業では使用されていた。これは、髙杉開発の拠点である関西圏、中国タカスギ（後のワウハウス）の拠点である中国地方、熊本タカスギ（後のTAKASUGI）の拠点である熊本では、よく知られるローカルCMであった。キャッチコピーは「満足を買う住宅会社」。